# 理查·貝尼昂
，PC（1960年10月21日—）是一位英格蘭政治人物，他的黨籍原是保守黨，2019年9月因議會表決時不支持同黨首相鮑里斯·強森的脫歐提案，因而被開除黨籍。

## 生平
自2005年開始直至2019年，他擔任紐伯里選區選出的英國下議院議員。他曾是英國最富裕的下議院議員，財產總值達1.1億英鎊。